# Kokoda
Kokoda és una població de la Província Oro de Papua Nova Guinea. És famosa per ser l'extrem nord de la pista Kokoda (Kokoda Track), de la campanya (Kokoda Track campaign) de la Segona Guerra Mundial. En aquell moment era un punt estratègic per ser l'únic aeroport de la pista.
Abans de la colonització britànica Kokoda era la seu de l'ètnia Orokaiva.